# Argonauta (sommergibile 1932)
L'Argonauta è stato un sommergibile della Regia Marina.

## Storia
Dopo l'entrata in servizio passò qualche mese a Pola e Monfalcone.
Nel 1932 fu dislocato a Taranto e l'anno successivo la sua base fu spostata a Messina. Nel 1933 svolse un lungo viaggio di addestramento in acque mediterranee.
Negli anni trenta fu impiegato nell'addestramento; nel febbraio 1940 fu trasferito a Tobruk, in seno alla 61ª Squadriglia Sommergibili.
Subito prima dell'ingresso in guerra dell'Italia fu mandato in missione offensiva un centinaio di miglia a nordest di Alessandria d'Egitto, al comando del tenente di vascello Vittorio Cavicchia Scalamonti (figlio di Francesco e di Paparozzi Maria, nato a Perugia il 17 settembre 1907)  . Il 21 giugno fu rilevato da cacciatorpediniere e bombardato con cariche di profondità; il periscopio d'attacco fu messo fuori uso ed il sommergibile, pur riuscendo infine a sottrarsi alla caccia, subì altri danni di una certa gravità, che lo obbligarono a fare ritorno a Tobruk, dove arrivò il giorno seguente, di pomeriggio.
Dopo aver subito alcune riparazioni provvisorie nella base libica, il 27 giugno, alle 21.45, partì per ricevere lavori più approfonditi nell'Arsenale di Taranto (la rotta da seguire sarebbe stata la seguente: cabotaggio lungo la costa della Libia sino a Capo Ras el Hilal, poi rotta nord-nordovest verso Capo Colonne), ma non se ne seppe più nulla.
Due sono le azioni antisommergibile che possono con ogni probabilità aver determinato la fine dell'Argonauta:
- un attacco (due passaggi con lo sgancio di bombe) compiuto da un idrovolante Short Sunderland alle 14.50 del 28 giugno contro un sommergibile a quota periscopica, nel punto 37°29' N e 19°51' E, ritenendo di aver affondato tale battello (data però la velocità dell'Argonauta, sembra poco probabile che potesse trovarsi in quella posizione, troppo avanzata)[2];
- un attacco con bombe di profondità compiuto alle 6.15 del 29 giugno dai cacciatorpediniere britannici Dainty, Defender e Ilex (cui parteciparono anche altri due cacciatorpediniere, il Decoy ed il Voyager) in posizione 35°16' N e 20°20' E, nel corso dell'operazione britannica «MA 3» (se così fosse, l'Argonauta fu affondato a circa un terzo del percorso)[2][3][4] (tale versione è quella più nota e generalmente accettata).

Con il sommergibile scomparvero il comandante Cavicchia Scalamonti, 4 altri ufficiali e da 43 fra sottufficiali e marinai.
L'Argonauta aveva svolto due sole missioni belliche (una offensiva ed una di trasferimento) per totali 1400 miglia di navigazione in superficie e 350 in immersione.